# Chêne-Sec
Chêne-Sec [ʃɛn sɛk] ist eine französische Gemeinde im Département Jura in der Region Bourgogne-Franche-Comté. Sie gehört zum Arrondissement Lons-le-Saunier und zum Kanton Bletterans. 

## Geographie

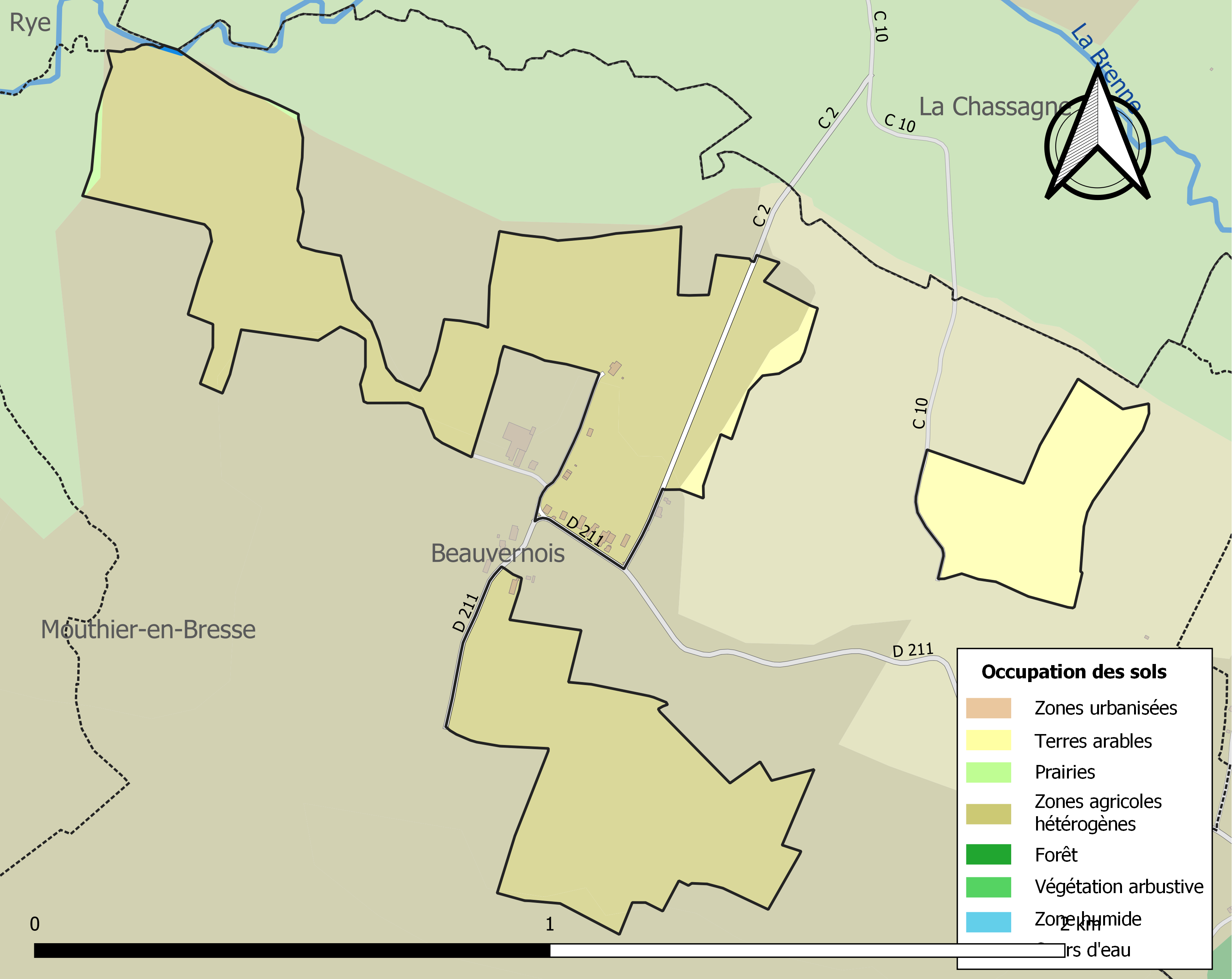
Lage von Chêne-Sec innerhalb des Gemeindegebiets von Beauvernois

Chêne-Sec liegt in der Landschaft Bresse im Tal des Flusses Brenne, der das nördliche Gemeindegebiet berührt. Der Hauptteil der Gemeindegemarkung ist fast im vollen Umfang von der Gemeinde Beauvernois im Département Saône-et-Loire umgeben und grenzt außerdem an Rye im Nordwesten und La Chassagne im Norden. Ebenfalls von Beauvernois umgeben sind die beiden Exklaven der Gemeinde Chêne-Sec.

## Bevölkerungsentwicklung
| Jahr                       | 1962 | 1968 | 1975 | 1982 | 1990 | 1999 | 2008 | 2017 |
| -------------------------- | ---- | ---- | ---- | ---- | ---- | ---- | ---- | ---- |
| Einwohner                  | 76   | 56   | 40   | 43   | 50   | 53   | 37   | 36   |
| Quellen: Cassini und INSEE |      |      |      |      |      |      |      |      |